# Cabeça de Oliver Cromwell

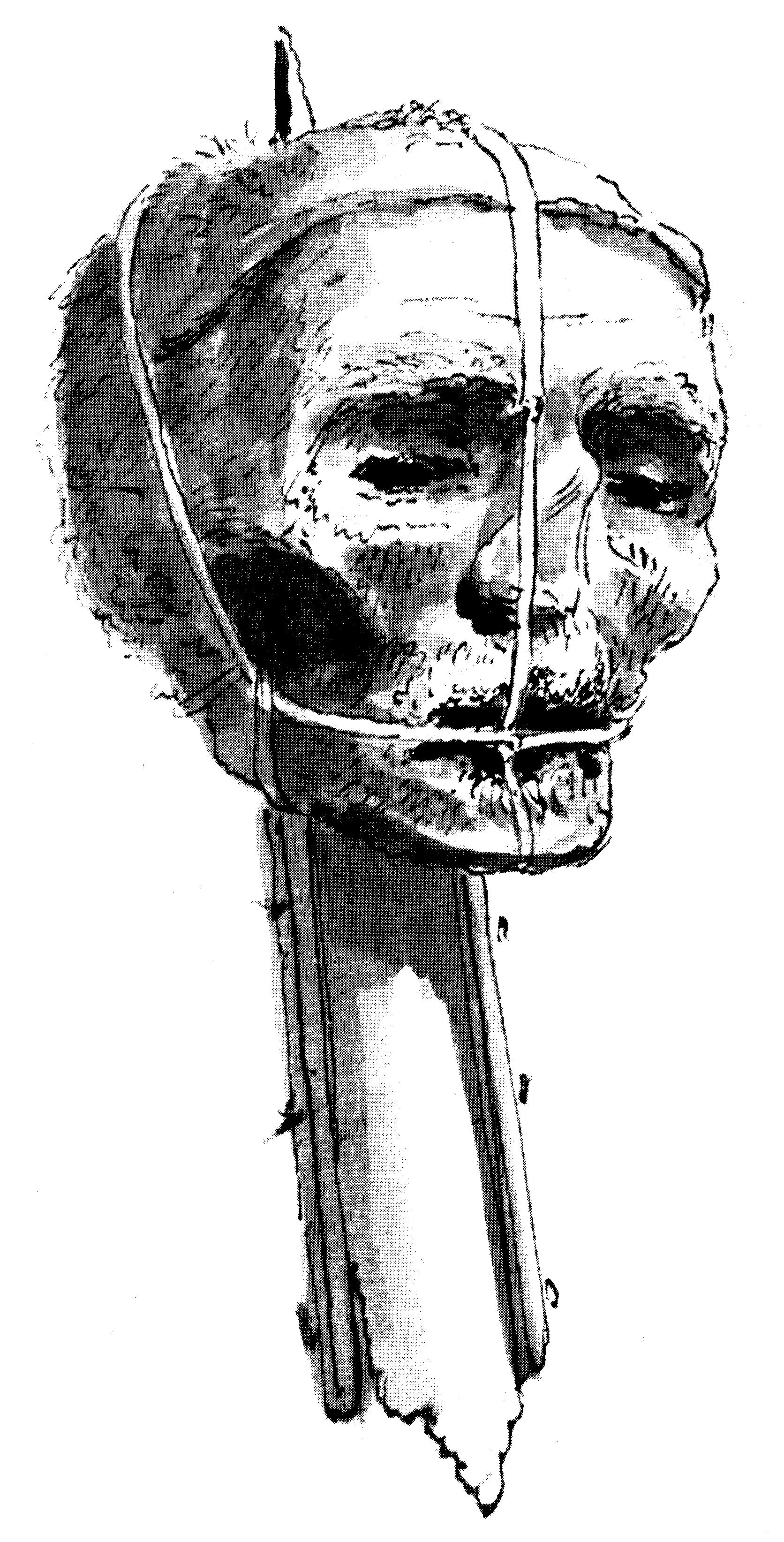
Um desenho da cabeça de Oliver Cromwell

A cabeça de Oliver Cromwell é uma relíquia cuja autenticidade é questionada.

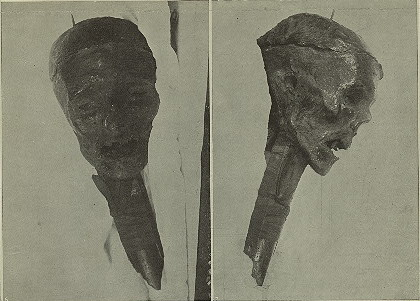
Fotos da cabeça de Oliver Cromwell, na época propriedade do Rev. H. R. Wilkinson (de um artigo de notícias de 1911).

Após a morte de Oliver Cromwell, em 3 de setembro de 1658, seu corpo foi velado em público na Abadia de Westminster, assim como foram feitos os funerais dos monarcas que o precederam. Depois da derrota do rei Carlos I durante a Guerra civil inglesa e sua subsequente decapitação, Cromwell tinha tornado-se Lord Protector e regente da Comunidade da Inglaterra. O seu legado passou a seu filho Richard, que foi derrubado pelo exército em 1659, após o restabelecimento da monarquia e o retorno do rei Carlos II, que vivia no exílio. O parlamento do governo de Carlos ordenou a exumação do corpo de Cromwell na Abadia de Westminster e a exumação de outros regicidas, John Bradshaw e Henry Ireton, em Tyburn. Depois de pendurar "desde a manhã até as quatro da tarde", os corpos foram cortados e as cabeças colocadas a aproximadamente 6 m de altura na Westminster Hall. Em 1685, uma tempestade danificou o objeto sobre o qual estava a cabeça de Cromwell, jogando-a no chão. A partir desse ano, ela ficou sob tutela de colecionadores particulares e dos proprietários do museu até 25 de março de 1960, quando foi enterrada no Sidney Sussex College, em Cambridge.
O valor simbólico da cabeça mudou ao longo do tempo. No século XVIII, a cabeça tornou-se não só uma curiosidade como também uma relíquia. Ao longo dos séculos, por muitos, ela foi tachada como falsa. Depois que Thomas Carlyle negou a existência da cabeça considerando a crença como "fraudulenta", e após o surgimento de um indivíduo alegando ter a verdadeira cabeça, uma análise científica e arqueológica foi realizada para tentar identificar sua origem. Testes inconclusivos culminaram num detalhado estudo científico feito por Karl Pearson e Geoffrey Morant, o qual concluiu, com base na observação do membro e outra evidência, que havia uma "certeza moral" de que aquela cabeça pertencia de fato a Oliver Cromwell.